# Lake Placid: Legacy
Lake Placid: Legacy è un film per la televisione del 2018 diretto da Darrell Roodt.

## Distribuzione
Negli Stati Uniti il film è stato trasmesso in prima visione assoluta sul canale Syfy il 28 maggio 2018.
In Italia è stato distribuito direttamente sulle piattaforme on demand.

## Produzione
Le riprese del film si sono svolte in Sudafrica nel 2017.